# Burmannia micropetala
Burmannia micropetala är en enhjärtbladig växtart som beskrevs av Henry Nicholas Ridley. Burmannia micropetala ingår i släktet Burmannia och familjen Burmanniaceae. Inga underarter finns listade i Catalogue of Life.